# Kopeika

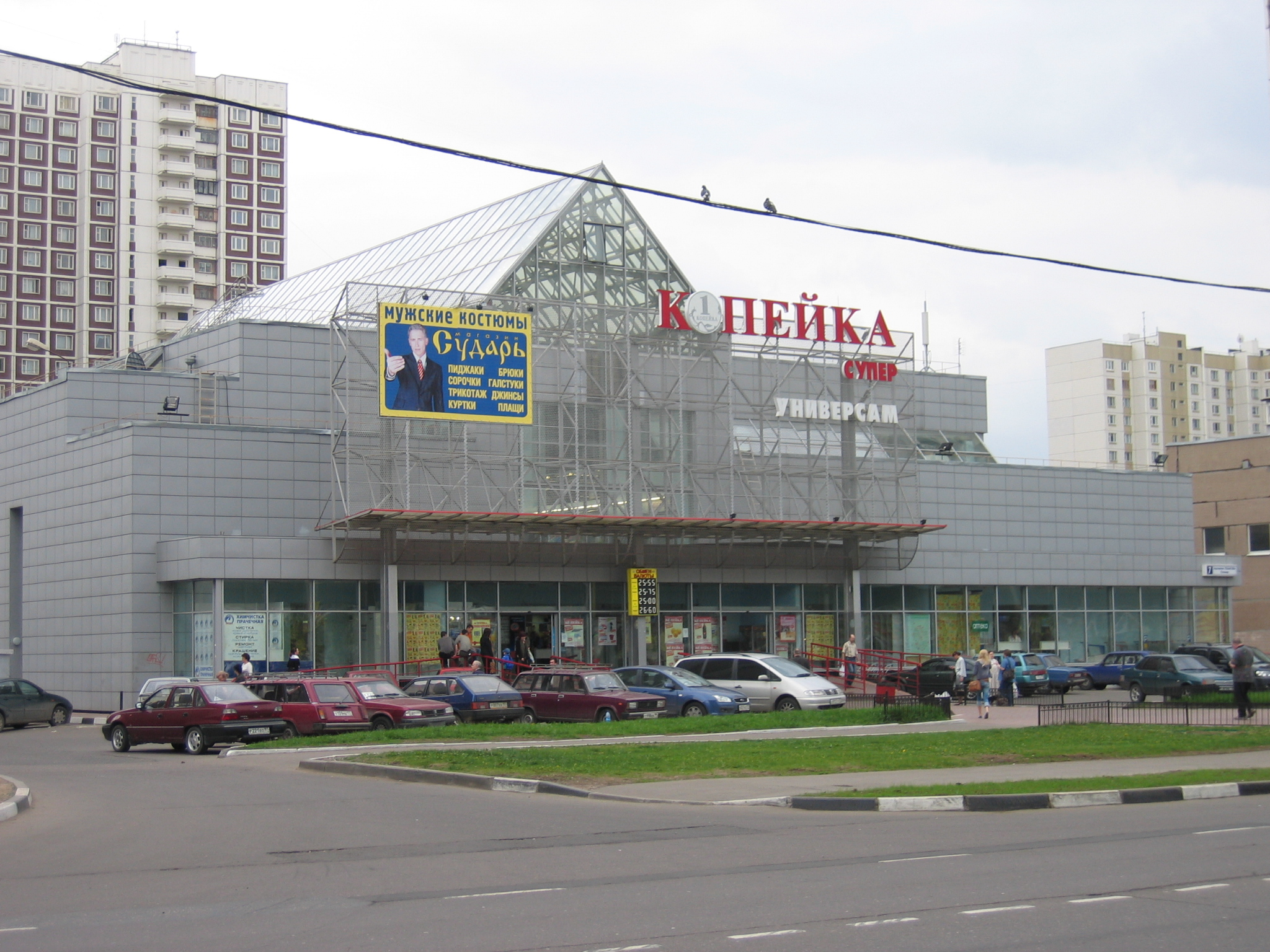
Ein größerer Kopeika-Markt in Moskau

Kopeika (russisch Копейка, zu deutsch „Kopeke“) war eine russische Einzelhandelskette. Kopeika wurde 1998 in Moskau gegründet. Sie wurde als erster Discounter Russlands, nach dem Vorbild der Ketten wie Aldi oder Lidl, konzipiert. Kopeika gehörte, wie die Ketten Magnit und Pjatjorotschka, zu den führenden Lebensmittel-Discounter des Landes. Nach der Übernahme durch die X5 Retail Group in den Jahren 2010–2011 wurden die Filialen der Kette in Pyaterochka-Supermärkte und Perekrestok-Supermärkte umbenannt. Der Hauptsitz befand sich in Moskau. Kopeika war eine Aktiengesellschaft; 100 Prozent der Aktien befanden sich im Eigentum des Milliardärs und Chefs des Kreditinstituts Uralsib Nikolai Zwetkow.

## Geschichte
Das Handelsnetzwerk wurde 1998 gegründet. Bis 2007 war das Netzwerk im Besitz von Uralsib (ca. 50 % der Anteile) und einer Reihe von Top-Managern (Samonov, Lomakin, Khachatryan). Der Gründer des Netzwerks war Alexander Samonov (ca. 35 % der Anteile). Der Umsatz des Unternehmens belief sich 2006 auf 980 Millionen US-Dollar.
Anfang 2007 konsolidierte Uralsib 100 % der Anteile und der russische Milliardär Nikolai Zwetkow, Chef des Finanzkonzerns Uralsib, wurde Eigentümer des Netzwerks.
Im Juni 2007 gab es insgesamt über 380 Kopeika-Märkte in rund 20 Regionen Russlands. Ähnlich wie die anderen führenden russischen Lebensmitteldiscountern wurden auch bei Kopeika die meisten Märkte auf Franchising-Basis geführt.
Im Zeitraum 2009–2010 führte das Management von Kopeyka ständige aktive Verhandlungen über den Beitritt zur amerikanischen Walmart-Kette. Walmart eröffnete eine Repräsentanz in Russland und bereitete sich darauf vor, Kopeika zu übernehmen.
Im Dezember 2010 wurde bekannt, dass Nikolai Zwetkov sich bereit erklärt hatte, alle seine Anteile an Kopeyka an den russischen Einzelhändler X5 Retail Group zu verkaufen. Es wurde geschätzt, dass der Verkaufspreis bei 1,65 Milliarden US-Dollar betrug. Ende 2011 benannte die X5 Retail Group 616 Kopeika-Filialen um, davon 607 in Pyaterochka, neun in Perekrestok, weitere 44 Filialen wurden geschlossen.